# Maians

Mapa donde se puede observar la localización de la isla de Maians, en la zona donde actualmente se localiza la estación de Francia.

Maians fue un islote de arena, formado por las corrientes marinas, situado a un centenar de metros de la línea de costa de Barcelona. Fue absorbido por la ciudad con motivo de la creación del primer puerto de Barcelona, obra iniciada el 20 de septiembre de 1477 bajo el reinado del rey Juan II de Aragón.
La absorción de Maians supuso el nacimiento geográfico del actual barrio de La Barceloneta. El dique del Este, cimentado sobre la antigua isla, retuvo las arenas transportadas por el ciclo marítimo y el material depositado por el río Besós, por lo que el barrio de la Barceloneta debe su existencia a los terrenos así ganados al mar.
El escritor Quim Monzó ha publicado un libro de relatos que toma el nombre de esta isla hoy inexistente: La isla de Maians (1986).